# Saïd Bakari
Saïd Bakari (Parijs, 22 september 1994) is een Frans-Comorees voetballer die doorgaans als verdediger speelt. Hij verruilde RKC Waalwijk in de zomer van 2023 voor Sparta Rotterdam. Bakari maakte in 2017 zijn debuut als international voor het Comorees voetbalelftal.

## Carrière

### Jeugd
Saïd Bakari speelde in de jeugd voor de Franse voetbalclubs FC Bourget, Paris Saint-Germain, Red Star Paris en US Chantilly. Van 2013 tot 2015 speelde hij voor KV Turnhout in de Derde klasse B. In het seizoen 2015/16 speelde hij voor het Franse ES Bonchamp, waarna hij een seizoen voor UR Namur speelde. 

### RKC Waalwijk
In 2017 vertrok hij naar RKC Waalwijk, waar hij tegen Jong AZ debuteerde op 25 augustus 2017. Op 24 oktober was hij in de beker tegen De Treffers goed voor zijn eerste twee goals en eerste assist in het shirt van RKC. In zijn tweede seizoen bij RKC ging de club als tiende door in de play-offs en versloeg het tegen alle verwachtingen in achtereenvolgens N.E.C., Excelsior en Go Ahead Eagles om naar de Eredivisie te promoveren. Daarin had Bakari met slechts vier wedstrijden het hele seizoen weinig aandeel in. 
In de Eredivisie was Bakari wel basisspeler, als linksback. Bakari stond laatste met RKC, tot de competitie in maart 2020 door de uitbraak van de Coronapandemie werd stilgelegd. Daardoor bleef RKC in de Eredivisie en was hij nog drie seizoenen basisspeler. In totaal speelde Bakari 140 wedstrijden voor RKC Waalwijk, waarin hij goed was voor acht goals en tien assists.

### Sparta Rotterdam
In de zomer van 2023 verruilde Bakari RKC Waalwijk voor Sparta Rotterdam, waar hij een contract voor twee seizoenen tekende. Hij maakte op 12 augustus tegen PEC Zwolle zijn debuut voor Sparta. Op 19 januari 2025 maakte hij tegen uitgerekend zijn oude club RKC Waalwijk zijn eerste doelpunt voor Sparta.

## Statistieken
| Seizoen        | Club             | Competitie     | Competitie | Competitie | Beker | Beker | Overig | Overig | Totaal | Totaal |
| Seizoen        | Club             | Competitie     | Wed.       | Dlp.       | Wed.  | Dlp.  | Wed.   | Dlp.   | Wed.   | Dlp.   |
| -------------- | ---------------- | -------------- | ---------- | ---------- | ----- | ----- | ------ | ------ | ------ | ------ |
| 2016/17        | UR Namur         | Tweede klasse  | 28         | 6          | –     | –     | –      | –      | 28     | 6      |
| 2017/18        | RKC Waalwijk     | Eerste divisie | 23         | 1          | 3     | 2     | –      | –      | 26     | 3      |
| 2018/19        | RKC Waalwijk     | Eerste divisie | 3          | 0          | 1     | 0     | –      | –      | 4      | 0      |
| 2019/20        | RKC Waalwijk     | Eredivisie     | 18         | 1          | 1     | 0     | –      | –      | 19     | 1      |
| 2020/21        | RKC Waalwijk     | Eredivisie     | 30         | 1          | 0     | 0     | –      | –      | 30     | 1      |
| 2021/22        | RKC Waalwijk     | Eredivisie     | 31         | 1          | 3     | 2     | –      | –      | 34     | 3      |
| 2022/23        | RKC Waalwijk     | Eredivisie     | 26         | 0          | 1     | 0     | –      | –      | 27     | 0      |
| 2023/24        | Sparta Rotterdam | Eredivisie     | 33         | 0          | 1     | 0     | 1      | 0      | 35     | 0      |
| 2024/25        | Sparta Rotterdam | Eredivisie     | 26         | 1          | 1     | 0     | –      | –      | 27     | 1      |
| Carrièretotaal | Carrièretotaal   | Carrièretotaal | 218        | 11         | 11    | 4     | 1      | 0      | 230    | 15     |

## Interlandcarrière
Op 6 oktober 2017 debuteerde Bakari voor het Comorees voetbalelftal in een vriendschappelijke wedstrijd tegen Mauritanië.
| Interlands van Saïd Bakari voor Comoren | Interlands van Saïd Bakari voor Comoren | Interlands van Saïd Bakari voor Comoren | Interlands van Saïd Bakari voor Comoren | Interlands van Saïd Bakari voor Comoren | Interlands van Saïd Bakari voor Comoren |
| №                                       | Datum                                   | Wedstrijd                               | Uitslag                                 | Soort wedstrijd                         | Doelpunten                              |
| Als speler bij RKC Waalwijk             | Als speler bij RKC Waalwijk             | Als speler bij RKC Waalwijk             | Als speler bij RKC Waalwijk             | Als speler bij RKC Waalwijk             | Als speler bij RKC Waalwijk             |
| --------------------------------------- | --------------------------------------- | --------------------------------------- | --------------------------------------- | --------------------------------------- | --------------------------------------- |
| 1.                                      | 6 oktober 2017                          | Mauritanië − Comoren                    | 0 – 1                                   | Vriendschappelijk                       | 0                                       |
| 2.                                      | 24 maart 2018                           | Kenia − Comoren                         | 2 − 2                                   | Vriendschappelijk                       | 0                                       |
| 3.                                      | 27 mei 2018                             | Comoren − Seychellen                    | 1 – 1                                   | COSAFA Cup 2018                         | 0                                       |
| 4.                                      | 29 mei 2018                             | Mozambique − Comoren                    | 3 – 0                                   | COSAFA Cup 2018                         | 0                                       |
| 5.                                      | 31 mei 2018                             | Madagaskar − Comoren                    | 1 – 0                                   | COSAFA Cup 2018                         | 0                                       |
| 6.                                      | 17 november 2018                        | Comoren − Malawi                        | 2 – 1                                   | Africa Cup 2019 Kwalificatie            | 0                                       |
| 7.                                      | 7 juni 2019                             | Ivoorkust − Comoren                     | 3 – 1                                   | Vriendschappelijk                       | 0                                       |
| 8.                                      | 6 september 2019                        | Comoren − Togo                          | 1 – 1                                   | WK 2022 Kwalificatie                    | 0                                       |
| 9.                                      | 12 oktober 2019                         | Comoren − Guinee                        | 1 – 0                                   | Vriendschappelijk                       | 0                                       |
| 10.                                     | 14 november 2019                        | Togo − Comoren                          | 0 – 1                                   | Africa Cup 2021 Kwalificatie            | 0                                       |
| 11.                                     | 18 november 2019                        | Comoren − Egypte                        | 0 – 0                                   | Africa Cup 2021 Kwalificatie            | 0                                       |